# Payzac, Ardèche
Payzac (occitanska: Paisac) är en kommun i departementet Ardèche i regionen Auvergne-Rhône-Alpes i sydöstra Frankrike. Kommunen ligger i kantonen Les Cévennes ardéchoises i arrondissementet Largentière. År 2022 hade Payzac 539 invånare.

## Befolkningsutveckling
Antalet invånare i kommunen Payzac
Referens: INSEE